# Virtut (Josep Llimona)
Virtut és una escultura realitzada per Josep Llimona el 1910 i que es conserva actualment al Museu d'Art de Cerdanyola, al Vallès Occidental.

## Composició

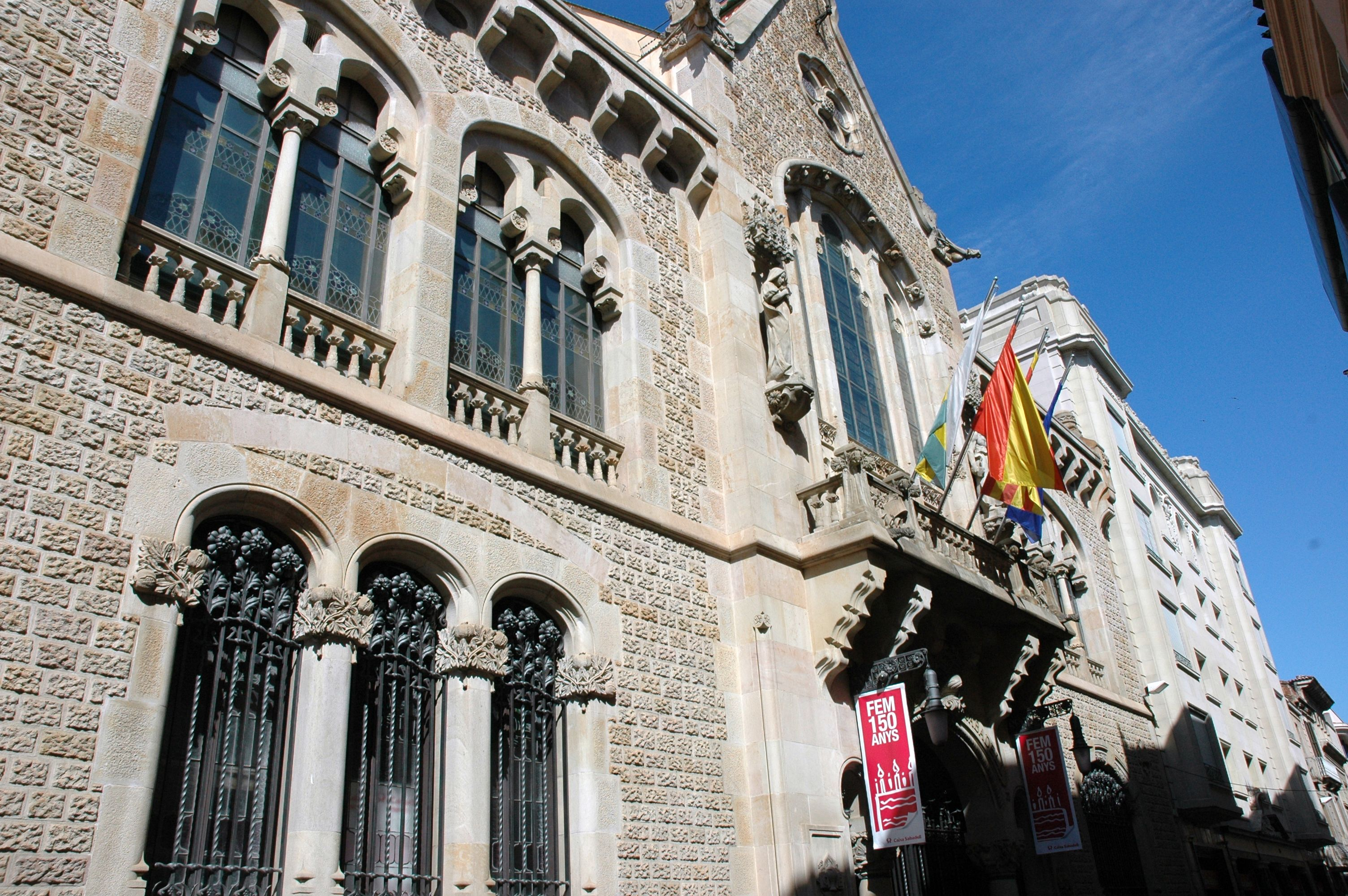
Façana de la seu central de Caixa Sabadell, on es pot observar la versió definitiva al costat de la vidrera principal

Es tracta d'una representació al·legòrica que mostra la figura d'una dona jove, vestida amb una túnica que li arriba fins als peus i un vel que li cobreix el cap, sostenint amb les mans un pomell que cenyeix contra el pit. Té els ulls aclucats en actitud de pregària o recolliment. L'escultura manté les característiques formals de l'obra de l'artista, com ara els volums dels plecs ondulants clarament modernistes i les faccions poc definides del rostre que li confereixen un efecte difuminat, poc definit o sfumato.
Es tracta del guix original realitzat a partir del model de fang, està patinat i presenta uns punts a llapis que serviren de referència per a passar l'escultura a la peça definitiva en pedra a partir de la màquina de punts. L'original fa 90 cm d'alçada, la meitat que la definitiva en pedra.
L'obra va ser realitzada el 1910 per a la façana de l'edifici de Caixa Sabadell, projectat per l'arquitecte Jeroni Martorell. A la mateixa façana es troba una al·legoria del treball, simbolitzat pel forjador.

## Origen
La peça conservada al Museu d'Art de Cerdanyola prové del taller de l'escultor Francesc Juventeny, deixeble de Josep Llimona i de Josep Viladomat. Al mateix taller es trobaven altres peces de Llimona, ja que Juventeny va ser l'encarregat de realitzar algunes rèpliques postmortem d'obres del seu mestre, com ara la Verge del claustre del Convent de Pompeia de Barcelona, destruïda durant la Guerra Civil Espanyola. Es desconeix si la Virtut va arribar al taller de Juventeny per l'encàrrec d'una còpia o es tractava d'un record del mestre. L'obra apareix en algunes fotografies del taller de Josep Llimona i va ser publicada a La Ilustració Catalana.

## Estat de conservació
L'obra presentava algunes pèrdues de pàtina i desperfectes al rostre, i va ser restaurada l'any 2007 per l'especialista Samuel Mestre.

## Iconografia
Iconogràficament, el tema de la Virtut apareix sovint a la història de l'art. A la teologia catòlica, les Virtuts Morals o Virtuts Cardinals són aquells models de conducta que disposen la voluntat i l'enteniment humans per obrar segons la raó il·luminada per la fe cristiana. Es diferencien de les Virtuts Teologals en què no tenen com a objecte l'acostament a Déu, sinó el desenvolupament d'una conducta bona i honesta.
Encara que des d'època medieval els teòlegs han intentat justificar la seva existència partint d'alguns textos de la Bíblia, el fet és que el seu origen està en la filosofia clàssica. Plató va descriure a La República quatre virtuts principals, així com la manera en què un individu pot aconseguir-les: la Prudència, que es deriva de l'exercici constant de la raó, la Fortalesa, que s'exerceix mitjançant una conducta adequada per a cada cas, obrant segons les emocions o l'esperit, la Temprança, que és la capacitat de fer que la raó s'anteposi al desig, i la Justícia, que porta a un estadi moral superior en què tot està en perfecta harmonia.
En el cas de l'escultura de Llimona, la Virtut representa l'ideal dels valors morals que la societat de l'època atorgava a la dona, en contraposició a la força i el treball, simbolitzats per l'home. Les dues al·legories completaven el programa iconogràfic de la façana de Martorell, traspassant així aquells valors a la institució.

## Galeria

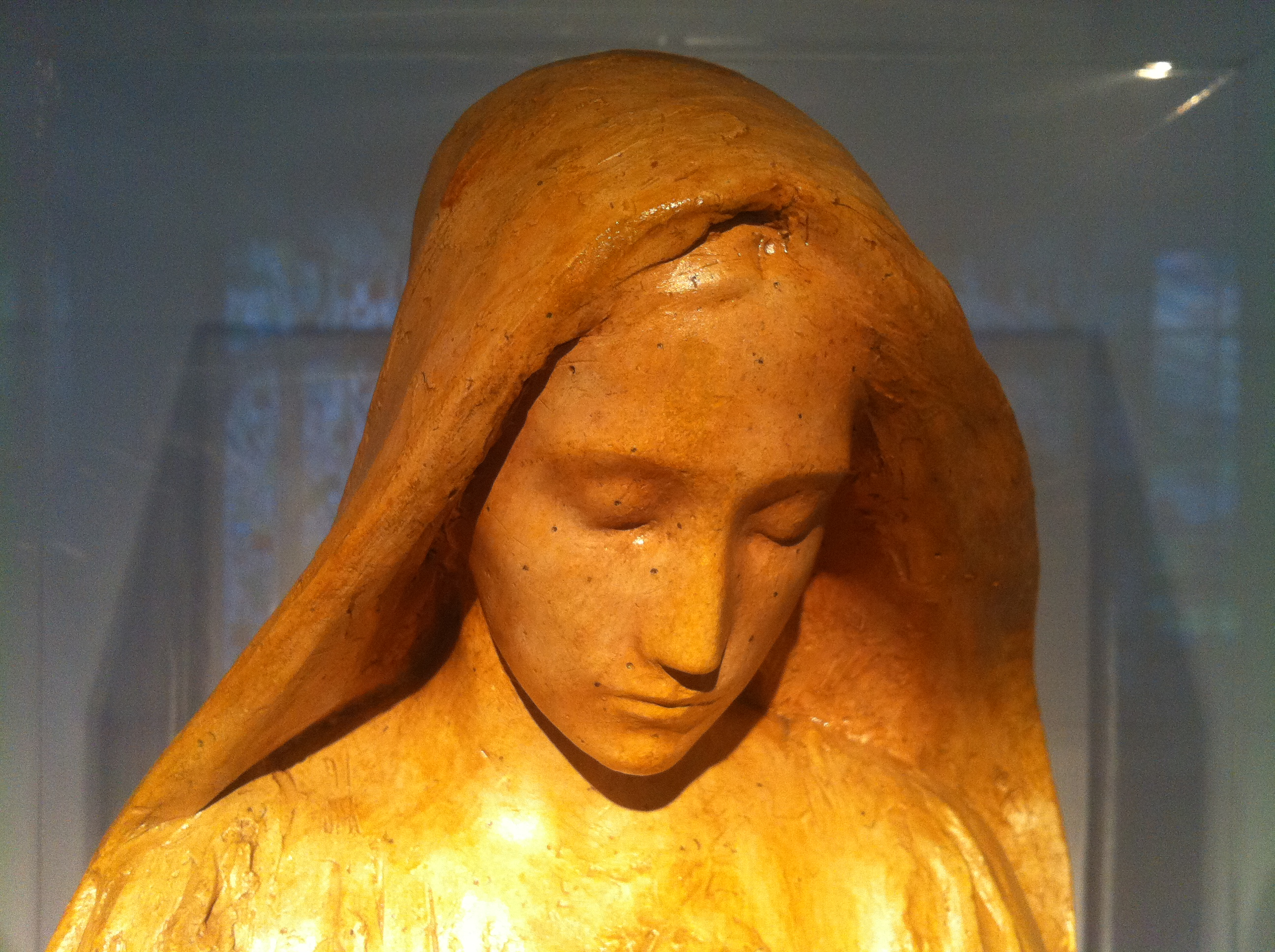
Detall rostre
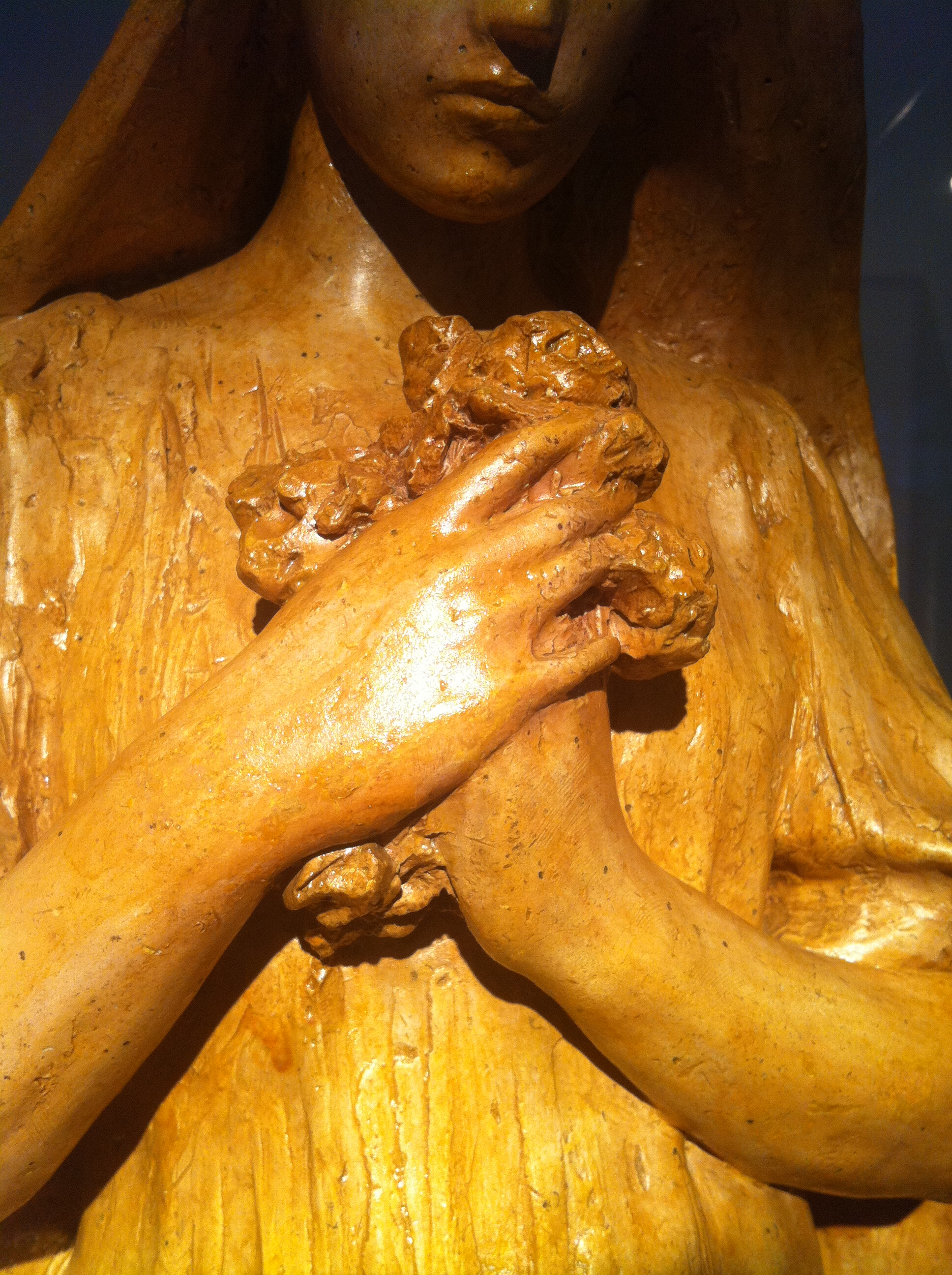
Detall ram
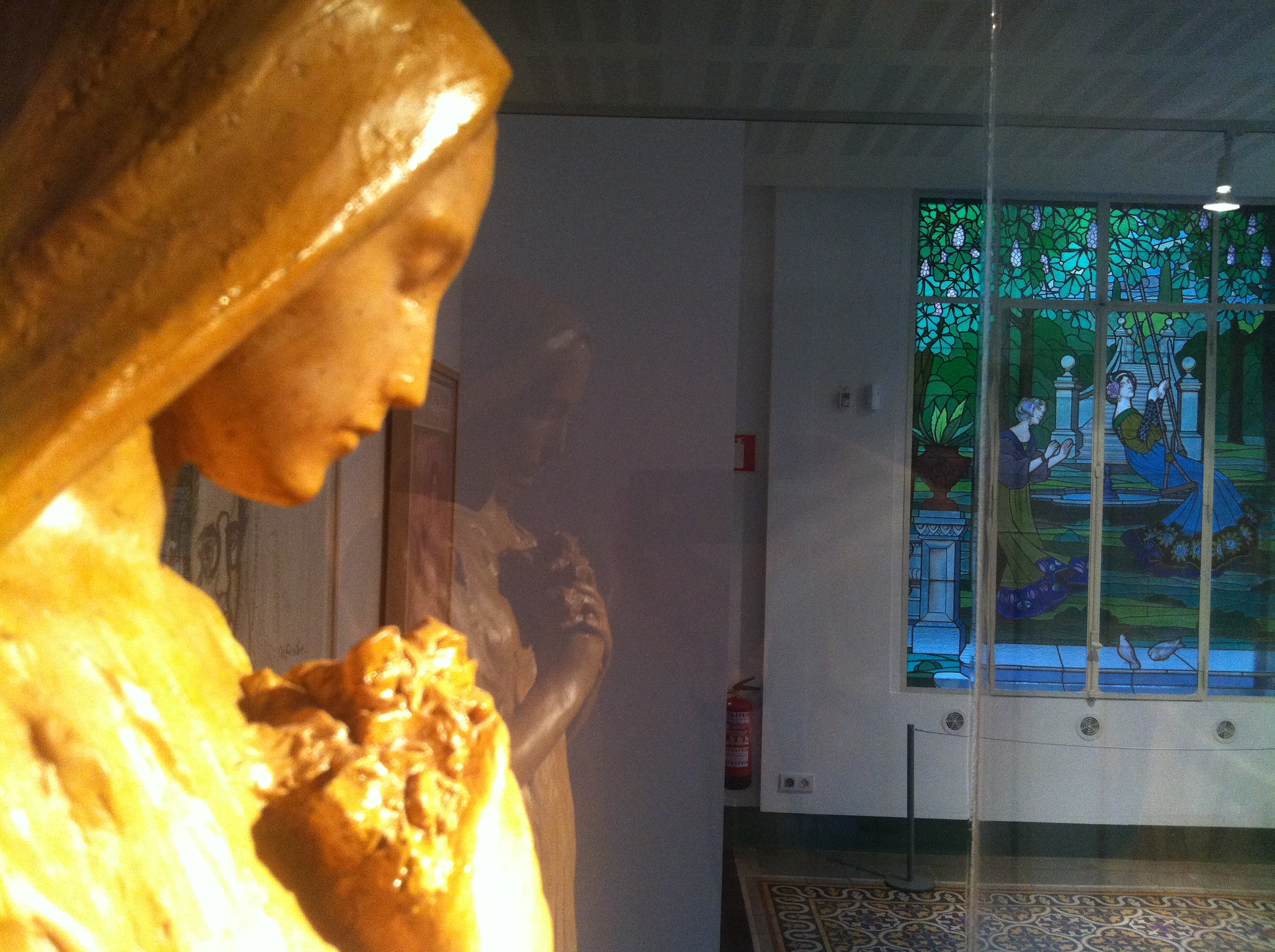
Exposada al MAC